# Otto von Gemmingen (1823–1890)
Otto von Gemmingen (* 19. Februar 1823 in Rastatt; † 3. Januar 1890 in Görz) war ein österreichischer Offizier. Er war Feldmarschall-Leutnant und Geniechef beim Generalkommando in Prag.
Er ist nicht zu verwechseln mit dem gleichnamigen Feldmarschall-Leutnant (1838–1892), der in Wien tätig war.

## Leben
Otto von Gemmingen war ein Sohn des Ludwig Friedrich Wilhelm von Gemmingen (1794–1858) und der Josepha von Lassolaye (1795–1824). Er besuchte die Schulen in Pforzheim und Karlsruhe. Mit 14 Jahren trat er in die Ingenieur-Akademie in Wien ein. 1842 wurde er Unterleutnant, 1845 Oberleutnant, 1848 Hauptmann, 1856 Major, 1863 Oberstleutnant, 1868 Oberst, 1875 Generalmajor. Als er 1888 in den Ruhestand trat, hatte er den Rang eines Feldmarschallleutnants erreicht. Er war Geniedirektor in Ofen und Krakau und Geniechef beim Generalkommando in Prag.

## Familie
Er heiratete am 16. Dezember 1852 Sarah Anna Stewart of Ardvorlick (1829–1910). Seine Söhne Hermann Erich Franz und Reinhard Erich schlugen ebenfalls höhere Militärlaufbahnen ein, zwei weitere Söhne starben jung.
Nachkommen:
- Ellen (Helena) (1853–1918) ⚭ Hermann von Hoevel († 1910)
- Wilhelm Johann (1855–1864)
- Hermann Georg Franz (1857–1919) ⚭ Elisabeth Freiin von Waechter (1864–1937, gesch. 1905), Lisa Redlich von Redensbruck (1879–1935)
- Otto Franz Joseph (1858–1876)
- Mary (Maria Josephine) (1860–1926)
- Isabella (1862–1870)
- Reinhard Erich (1866–1932) ⚭ Emma Gräfin von Sizzo-Noris (1871–1947)
- Emma (1868–1940) ⚭ Alfred Scholl († 1925)